# Индийская национальная армия
Индийская национальная армия,(транслит. Azad Hind Fauj, хинди आज़ाद हिन्द फ़ौज) — вооружённые силы прояпонского «индийского правительства», созданные в 1942 г. в Сингапуре из военнопленных индийского происхождения и направленные на бирманский фронт. Командующим был назначен Мохан Сингх.
Вскоре армия была разбита в боях, но воссоздана в 1943 г. Командующим был назначен премьер-министр С. Ч. Бос, но фактически военными действиями руководили генерал Шах Наваз Хан, полковники Прем Сехгал и Гурбакш Сингх Дхиллон.
15 февраля 1943 Индийская Национальная Армия была воссоздана под командованием подполковника Мохаммада Киани. 4 июля 1943 верховным главнокомандующим стал С. Ч. Бос. На тот момент численность Армии составляла около 12 тысяч бойцов. Была сформирована 1-я дивизия в составе 4 полков.
Гимном ИНА стала песня «Qadam Qadam Badaye Ja» (хинди क़दम क़दम बढ़ाये जा), текст которой был написан Ваншидхаром Шуклой, марш на его основе создан композитором и борцом за независимость Индии Рамом Сингхом Тхакури.